# Lindernia yaundensis
Espèce
Synonymes
- Ilysanthes yaundensis S. Moore[1]

Lindernia yaundensis (S.Moore) Eb.Fisch. est une espèce de plantes à fleurs du genre Lindernia, et de la famille des Linderniaceae,. C'est une herbe endémique du Cameroun.

## Étymologie
Son épithète spécifique yaundensis fait référence à la ville de Yaoundé, au Cameroun.

## Description
C’est une plante à fleur, du groupe des dicotylédones. 

## Distribution
Endémique du Cameroun, elle y a été observée à plusieurs reprises principalement autour de Yaoundé, mais, en 1962, René Letouzey l'a également collectée dans la Région de l'Est, au sud de Messamena.

## Synonymie
Les synonymes homotypiques de cette espèce sont les suivants :
- Ilysanthes yaundensis S. Moore (1919)
- Craterostigma yaundense (S. Moore) Eb. Fisch., Schäferh. & al. (2013)